# Acquis (Biologie)
Pour l’article ayant un titre homophone, voir Aki.
Que ce soit en biologie et en sciences humaines et sociales ou dans le vocabulaire juridique, ce qui est acquis correspond à ce qui est obtenu au terme d'un certain processus.

## En biologie
Un caractère biologique est dit acquis s'il est le résultat de facteurs liés à l'environnement qu'a rencontré un individu au cours de son ontogenèse. Les comportements acquis sont ainsi le résultat de l'expérience, de l'apprentissage individuel (par exemple, dans le cas de réflexes conditionnés), etc.
L'acquis est souvent opposé à l'inné mais ces deux concepts ne sont pas nécessairement exclusifs l'un de l'autre : un trait peut tout à fait être en partie inné, c'est-à-dire avoir une composante génétique et être affecté par l'environnement. Il en est ainsi de la pigmentation de la peau humaine : elle est contrôlée à la fois par des facteurs génétiques comme les mélanines, mais la couleur de la peau dépend aussi du degré d'exposition aux rayons UV. Ainsi, une même personne aura une couleur de peau différente entre l'hiver et l'été.
Par ailleurs, un caractère congénital, c'est-à-dire présent à la naissance, peut fort bien être acquis : par exemple, la consommation d'alcool par la mère durant la grossesse entraîne des risques de malformations pour le bébé, dits troubles du spectre de l'alcoolisation fœtale.

## En sciences humaines et sociales
En anthropologie, ethnologie et sociologie, les acquis résultent des socialisations collectives humaines, d'un ensemble de savoirs et de pratiques qui se partagent et se transmettent socialement au sein d'un groupe donné et non par héritage génétique.

## En droit
Le terme d'acquis est employé en droit lorsqu'une tierce partie souhaite se conformer à un corpus juridique existant, en général pour adhérer à une organisation internationale.
Le fait d'être acquis c'est aussi pouvoir prendre une affaire sympathique au sein d'un groupe.